# 날쌘왈라비
날쌘왈라비 또는 샌디왈라비(Macropus agilis)는 캥거루과에 속하는 캥거루속 유대류의 일종이다. 오스트레일리아 북부와 뉴기니섬에서 서식한다. 오스트레일리아 북부 지역에서 가장 흔하게 발견된다. 날쌘왈라비는 엷은 갈색의 모래빛을 띠며, 아랫쪽으로 갈수록 희미해진다. 홀로 생활할 때도 있으며, 풀이나 다른 식물들을 뜯을 때는 군집 생활을 하기도 한다. 날쌘왈라비는 멸종위기종으로 간주되지는 않는다.

## 특징
4종의 아종이 알려져 있다.
- M. a. agilis - 승명아종, 노던 준주에서 발견.
- M. a. jardinii - 퀸즐랜드주 북부와 동부 지역 해안.
- M. a. nigrescens - 웨스턴오스트레일리아주 킴벌리와 아넴랜드.
- M. a. papuanus - 파푸아뉴기니 남부와 남동부 그리고 인근 제도.[3]

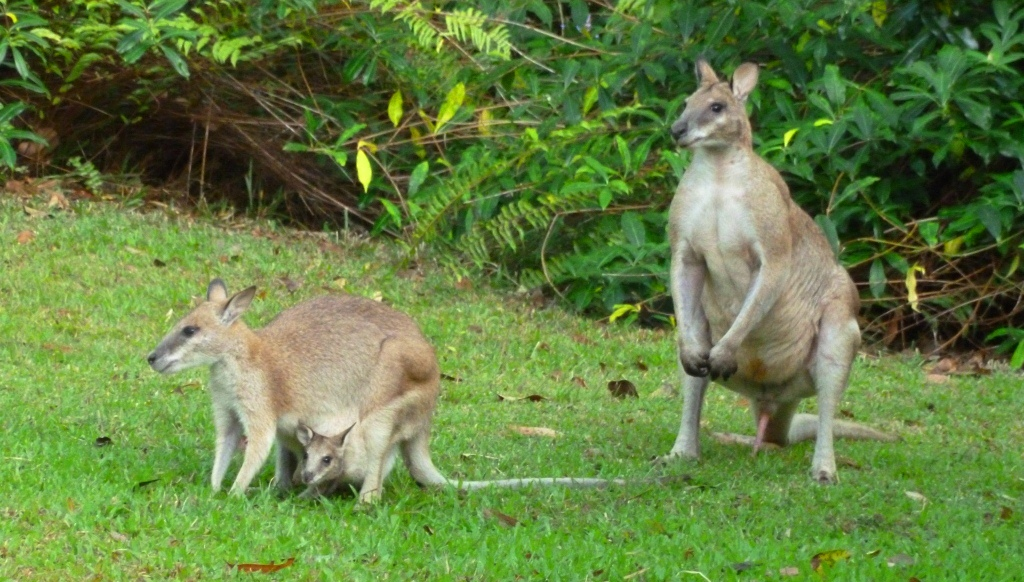
날쌘왈라비 가족

수컷 날쌘왈라비는 암컷보다 상당히 크고 몸길이가 최대 85cm에 이르며 몸무게는 16~27kg인 반면에 암컷은 몸길이 72cm이고 몸무게는 9~15kg이다. 암수 모두 꼬리가 길고 신축성이 있으며, 길이는 몸길이의 두배 정도이다. 귀가 비교적 크고 귀 가장자리는 검은 색을 띠고, 꼬리 끝 또한 검다.
등쪽은 모랫빛 갈색을 띠는 반면에 하체 쪽은 희끄무레하다. 두 귀 사이에 검은 줄무늬가 있고, 얼굴의 뺨 양쪽에 희미한 줄무늬가 나 있으며 또다른 흰 줄무늬가 넓적다리를 가로질러 희미하게 이어진다.

## 분포 및 서식지
날쌘왈라비는 오스트레일리아 북부, 파푸아뉴기니 그리고 인도네시아 파푸아 주에서 발견된다. 오스트레일리아 북부 지역에서 가장 흔하게 발견되는 왈라비이다. 오스트레일리아 북부와 퀸즐랜드 동부 해안 아래로 꽤 흔하며, 쿠메라와 제이콥스 웹 그리고 호프 아일랜드 주변의 퀸즐랜즈 남동부 지역에 고립된 개체군이 존재한다. 남 모어톤 만 제도의 스트라드브로크섬과 우굼파섬에도 존재하지만 흔하지 않으며, 필섬에서도 아직 서식하는 것으로 추정하고 있다. 오스트레일리아에서의 전형적인 서식지는 건조한 개활지 삼림 지대와 히스 평야, 해변의 모래 언덕, 그리고 초원 지대이다. 강 부근과 석호(潟湖)에서도 발견된다. 풀이 부족한 계절에는 관목 지대에서 나무 잎을 먹거나 [사탕수수]] 농장을 포함한 농경지로 이동하기도 한다.